# Walter Klam
Walter Klam (* 11. Januar 1904 in Berlin; † 9. August 1983 in Bad Bevensen) war ein deutscher Schauspieler, Hörspiel- und Synchronsprecher.

## Leben

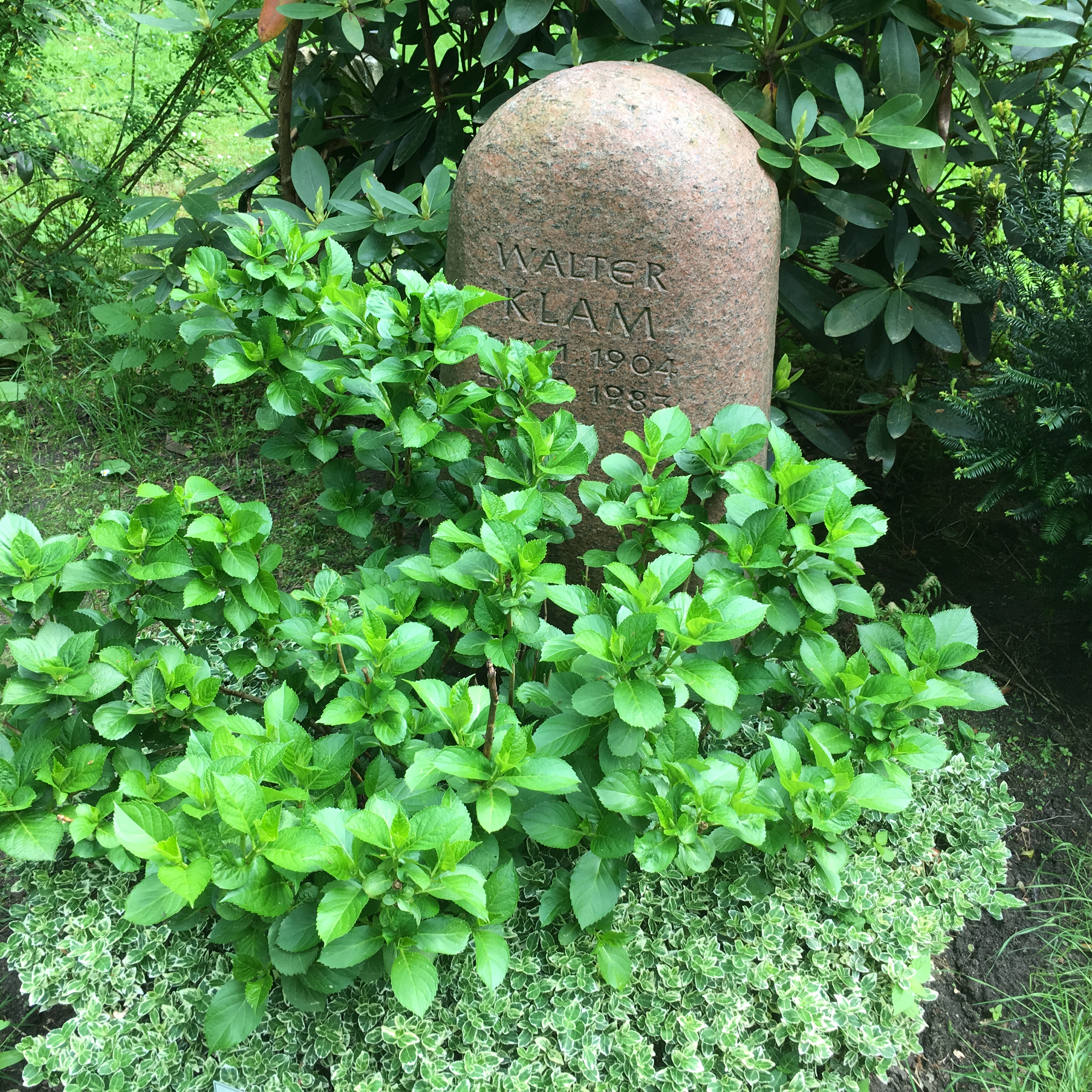
Grabstätte von Walter Klam auf dem Friedhof Ohlsdorf

Walter Klam studierte zunächst in seiner Geburtsstadt Jura, wandte sich dann aber der Schauspielerei zu, nachdem er bereits als Abiturient den Faust gespielt hatte. Er nahm Unterricht bei Ferdinand Gregori und debütierte 1924 im Rose-Theater als Chorführer in Die Braut von Messina von Friedrich Schiller. Weitere Stationen seiner Bühnenlaufbahn waren Hagen, Breslau und Darmstadt, daneben absolvierte Klam in späteren Jahren Gastspiele in Wien und der Schweiz.
1937 kam Walter Klam nach Hamburg, spielte dort zunächst am Altonaer Stadttheater, war von 1942 bis 1954 am Deutschen Schauspielhaus engagiert und ging danach an das Thalia Theater, dessen Ensemble er bis zu seinem Tod angehörte. Dort sah man ihn in Komödien von Curt Goetz, als Erzbischof in Der widerspenstige Heilige von Paul Vincent Carroll, als von Wehrhahn in Hauptmanns Der Biberpelz, als Polizeidirektor in Der Hauptmann von Köpenick von Carl Zuckmayer oder als Herr van Daan in Das Tagebuch der Anne Frank. 1974 feierte er in Der Wald von Alexander Nikolajewitsch Ostrowski sowohl sein 50-jähriges Bühnenjubiläum als auch seine 20-jährige Zugehörigkeit zum Thalia Theater. Klam war darüber hinaus Ensemblesprecher und Aufsichtsratsmitglied des Hauses am Alstertor.
In dem Film Geheimnis eines alten Hauses stand Walter Klam 1936 zum ersten Mal vor der Kamera. In den folgenden Jahrzehnten wirkte er immer wieder in meist kleineren Rollen in verschiedenen Filmen wie Gasparone, Der Hauptmann von Köpenick oder Bekenntnisse des Hochstaplers Felix Krull mit. Im Fernsehen sah man Klam u. a. in der Folge Der Fall Calmette aus der Reihe Das Kriminalgericht und in Episodenrollen der Serien Miss Molly Mill und Die schöne Marianne.
Daneben war Walter Klam zwischen 1945 und 1975 umfangreich als Sprecher in Hörspielen für den NWDR und den späteren NDR tätig, u. a. in der Hörspielbearbeitung von Der Hauptmann von Köpenick unter der Regie von Helmut Käutner, in Bezauberndes Fräulein von Ralph Benatzky, in mehreren Folgen der Reihe Das Gericht zieht sich zur Beratung zurück oder Das Verhör des Lukullus von Bertolt Brecht.
Darüber hinaus arbeitete Walter Klam auch als Synchronsprecher und lieh bekannten Kollegen wie Bernard Blier (Das Spiel war sein Fluch), Walter Gotell (55 Tage in Peking) oder Christopher Lee (Sturm über dem Nil) seine Stimme.
Walter Klam verstarb während eines Kuraufenthaltes im niedersächsischen Bad Bevensen. Seine letzte Ruhestätte fand er auf dem Hamburger Friedhof Ohlsdorf in der Nähe von Kapelle 2 in der Grablage U15-324.

## Trivia
Hinsichtlich dessen Sohn Henning sagte Walter Klam seinem Schauspielkollegen Carl Voscherau einmal voraus: „Pass auf, der Junge wird noch Bürgermeister von Hamburg!“

## Filmografie (Auswahl)
- 1936: Geheimnis eines alten Hauses
- 1937: Gasparone
- 1938: Geheimzeichen LB 17
- 1943/44: Eine kleine Sommermelodie (UA: 1982)
- 1944/48: Das kleine Hofkonzert
- 1953: Herr und Frau Merton lassen bitten
- 1955: Unternehmen Schlafsack
- 1956: Zwischen Zeit und Ewigkeit
- 1956: Der Hauptmann von Köpenick
- 1957: Bekenntnisse des Hochstaplers Felix Krull
- 1957: Träume von der Südsee
- 1959: Der blaue Nachtfalter
- 1960: Frau Warrens Gewerbe
- 1962: Die glücklichen Jahre der Thorwalds
- 1964: Das Kriminalgericht – Der Fall Calmette
- 1966: Drei Tage bis Mitternacht
- 1970: Maximilian von Mexiko
- 1970: Miss Molly Mill – Zahn um Zahn
- 1972: Mit dem Strom
- 1972: Das Paradies auf der anderen Seite
- 1975: Die schöne Marianne – Der Falschspieler
- 1975: Die schöne Marianne – Finkel will sterben
- 1978: Wunnigel

## Hörspiele (Auswahl)
- 1945: Der Hauptmann von Köpenick – Regie: Helmut Käutner
- 1945: Im weißen Rössl – Regie: Otto Kurth
- 1946: Die Affäre Dreyfus – Regie: Kurt Reiss
- 1946: Bezauberndes Fräulein – Regie: Karl-Heinz Reichel
- 1947: Was wäre, wenn... – Regie: Ludwig Cremer
- 1948: Stalingrad – Regie: Ludwig Cremer
- 1948: Der Geisterexpreß – Regie: Fritz Schröder-Jahn
- 1949: Die Puppe – Regie: Fritz Schröder-Jahn
- 1949: Mitternachtsalibi – Regie: Fritz Schröder-Jahn
- 1950: Michael Kramer – Regie: Otto Kurth
- 1950: Ein Tag wie morgen – Regie: Fritz Schröder-Jahn
- 1951: Geronimo und die Räuber – Regie: Fritz Schröder-Jahn
- 1951: Der Teufel (Teil 1-3) – Regie: Heinrich Koch
- 1951: Der Geizige – Regie: Fritz Schröder-Jahn
- 1952: Verwehte Spuren – Regie: Gerd Fricke
- 1952: Das kommt nicht wieder – Regie: Hans Freundt
- 1952: Der König von Albanien – Regie: Fritz Schröder-Jahn
- 1953: Vergangenheit hat keine Türen – Regie: Gustav Burmester
- 1954: Sabeth – Regie: Gustav Burmester
- 1954: Der Sonderzug – Regie: Kurt Reiss
- 1954: Meisterdetektiv Kalle Blomquist (Teil 2 und 4) – Regie: Kurt Reiss
- 1954: Die Caine war ihr Schicksal – Regie: Julius Gellner
- 1955: Maria Stuart – Regie: Gustav Burmester
- 1956: Akte 414: Wilhelm Voigt – Regie: Kurt Reiss
- 1956: Das Verhör des Lukullus – Regie: Fritz Schröder-Jahn
- 1957: Zwei grüne Limousinen (aus der Reihe: Die Jagd nach dem Täter) – Regie: S. O. Wagner
- 1957: Die Iden des März – Regie: Gert Westphal
- 1958: Das Jugendgericht – Regie: Gerlach Fiedler
- 1959 Spionage (4 Folgen) – Regie: S. O. Wagner
- 1959: Eine gefährliche Fahrt – Regie:  Kurt Reiss
- 1959: Störche und Teerjacken – Regie: Gustav Burmester
- 1960: 20 Jahre von 2000 – Regie: Fritz Schröder-Jahn
- 1960: Der Traum vom Mond – Regie: Wolfgang Schwade
- 1961: Frisco 27 980 – Regie: Friedhelm Ortmann
- 1962: In letzter Minute – Regie: Günter Siebert
- 1964: Schalterdeenst – Regie: Curt Timm
- 1965: Zwischenfall in Vichy – Regie: Willi Schmidt
- 1966: Die Straßen vom Pompeji – Regie: Harro Torneck
- 1967: De Düppler Sturmmarsch – Regie: Hans Tügel
- 1968: Ferien in Florida – Regie: Fritz Schröder-Jahn
- 1968: Bericht über die Pest in London, erstattet von Bürgern der Stadt, die im Jahre 1665, zwischen Mai und November, daran zugrunde gingen – Regie: Heinz von Cramer
- 1970: Spuk – Regie: Hans-Bernd Müller
- 1972: Ausgeschlossen – Regie: Fritz Schröder-Jahn
- 1975: Der Bonze – Regie: Gerlach Fiedler